# Fédération des entreprises de charcuterie traiteur
La Fédération des entreprises de charcuterie traiteur ou FICT est une association fondée en 1924 et un lobby. Elle représente environ 300 entreprises adhérentes en 2021.
Ces entreprises déclinent leur production à partir de plusieurs matières premières (porc, volailles, bœuf, oie, canard…), utilisent les technologies contemporaines et les développent, dans le respect de traditions répertoriées par le Code des usages de la charcuterie, de la salaison et des conserves de viande, qui fait référence auprès de la direction générale de l'Alimentation et de la DGCCRF (code recensant 450 produits de charcuterie).
L'ensemble des entreprises adhérentes totalise, selon la fédération, environ 30 000 salariés (2023). De tailles très variées, les moins importantes employant moins de trente personnes, elles sont réparties dans toute la France.

## Activité

### Objectifs
La FICT apporte aux entreprises informations et conseils (domaines économique, juridique, social, technique et réglementaire), les coordonne, intervient auprès des ministères et des administrations françaises, des instances européennes.
Elle contribue à la négociation d'accords avec les syndicats de salariés, à la définition d'une politique de la formation professionnelle, à la réalisation d'outils collectifs.

### Mission
La FICT a 4 missions principales :
1. Promouvoir en France et dans le monde les produits de charcuterie traiteur issus de ses adhérents. A cet effet, la FICT développe des programmes de promotion des charcuteries françaises à l’étranger.
2. Apporter aux entreprises des informations et un soutien technique ou juridique. La FICT propose à ses adhérents une veille scientifique et réglementaire, et elle leur fournit également un appui juridique en matière de négociations commerciales.
3. Aider les entreprises à répondre aux défis environnementaux et sociétaux auxquels les consommateurs sont sensibles, en particulier sur les sujets liés à l’alimentation, à la santé, ou encore aux conditions de production et d’élevage.
4. Être le porte-parole de la profession auprès des pouvoirs publics et des médias. La FICT intervient auprès des ministères, des administrations françaises, et des instances européennes afin de porter les positions communes de la profession. Elle prend également la parole dans les médias au nom de la profession et de ses 300 entreprises.

### Activités de lobbying
La FICT déclare auprès de la Haute Autorité pour la transparence de la vie publique exercer des activités de lobbying en France pour un montant annuel compris entre 100 000 et 200 000 euros en 2020[source insuffisante].
La FICT est inscrite au registre européen des représentants d'intérêts et déclare pour cette activité des dépenses annuelles pour un montant compris entre 25 000 et 49 999 euros en 2023.

### Associations
La FICT est membre de :
- l’ANIA, association nationale représentant l’industrie agro-alimentaire ;
- du CLITRAVI : association européenne représentant les entreprises de charcuterie ;
- d’INAPORC, l’Interprofession de la filière porcine.

Elle travaille également étroitement avec ANVOL, l’Interprofession de la filière volaille.

## Controverses

### Divergence avec Inaporc
Début 2016, la FICT publie un communiqué annonçant qu’elle quitte l’interprofession porcine (Inaporc). Rappelant que l'industrie charcutière française se fournit essentiellement en France, pour ce qui concerne les matières porcines, la Fédération insiste sur le « déficit structurel en France sur certaines pièces de porc et de coche », par exemple celles qui servent à élaborer les jambons de taille moyenne […], à fabriquer rillettes et saucisson sec, ainsi sur l'approvisionnement insuffisant, sur le territoire national, en boyaux naturels utilisés pour les saucisses, les saucissons, les andouilles et andouillettes, de sorte qu'un parfait made in France n'est actuellement pas envisageable pour certains fabricants.
En janvier 2018, la Fédérations des industriels de la charcuterie décide de réintégrer Inaporc à la suite d'une médiation du ministère de l’Agriculture et à son implication dans l’élaboration du plan de filière de l’interprofession en décembre 2017.

### Critiques - Yuka
L'application d’informations nutritionnelles Yuka, ainsi que la Ligue nationale contre le cancer et Foodwatch, dénoncent en novembre 2020 une « tentative d’intimidation » par la Fédération des industriels charcutiers après la réception de plusieurs courriers de mise en demeure visant à les contraindre à retirer une pétition alertant sur la menace que représentent les additifs nitrités pour la santé humaine. Fin mai 2021, le tribunal de commerce condamne en première instance l’application pour « actes de dénigrement » et « pratique commerciale déloyale et trompeuse » envers la FICT.
Le 7 juin 2023, la Cour d'Appel de Paris invalide l'essentiel du jugement rendu en première instance par le tribunal de commerce et condamne la FICT à verser à la société Yuka la somme de 70 000 euros.